# Trichoppia piriformis
Trichoppia piriformis är en kvalsterart som först beskrevs av Warburton 1912.  Trichoppia piriformis ingår i släktet Trichoppia och familjen Ceratoppiidae. Inga underarter finns listade i Catalogue of Life.